# Lobo Marinho (navio)
O Lobo Marinho é um navio português do tipo RO-RO, que faz o transporte de passageiros e mercadorias entre o porto do Funchal, na ilha da Madeira, e o porto do Porto Santo, na ilha homónima. O navio é propriedade da companhia Porto Santo Line, que opera em exclusivo a linha de transporte marítimo entre as referidas ilhas, através de um contrato de concessão com o governo regional, celebrado em 1996, que estará em vigor até 2025.
Tem capacidade para transportar 1150 passageiros e 145 viaturas.

## Construção
Após uma estimativa inicial de 5,5 mil milhões de escudos (27,4 milhões de euros), a construção deste novo navio foi adjudicada por 34,5 milhões de euros aos Estaleiros Navais de Viana do Castelo, sendo construído entre 2001 a 2003. Os custos de aquisição foram comparticipados no valor de 15 milhões pelos fundos comunitários — no âmbito do POPRAM (Programa Operacional Plurifundos da Região Autónoma da Madeira) III 2000-2006 — e pelo Governo Regional da Madeira, correspondendo a 71,4% da despesa elegível.

## Novo logotipo

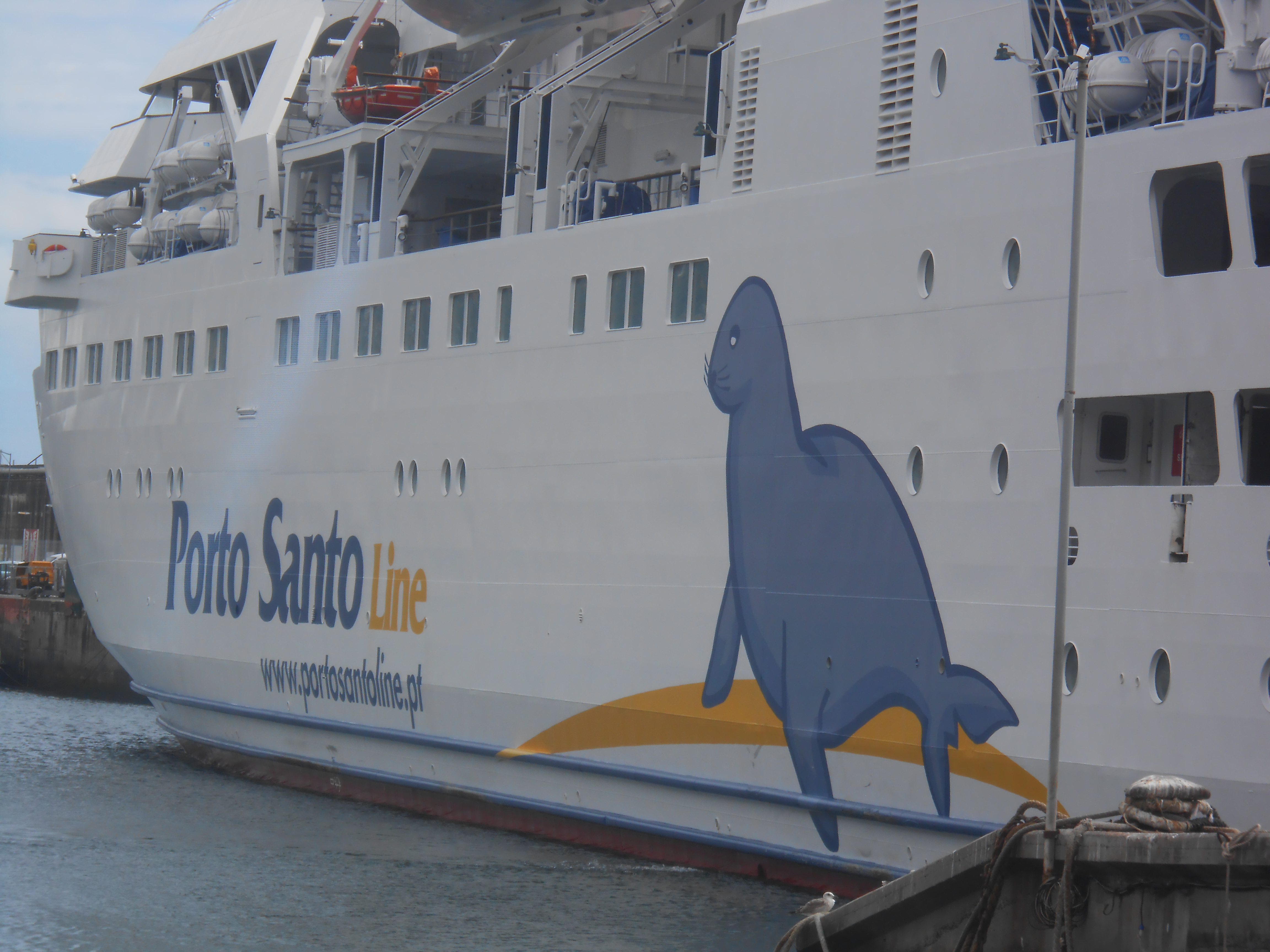
Logotipo do navio Lobo Marinho

Com a eminente chegada do novo navio, o Lobo Marinho — o primeiro navio construído de raiz para a Porto Santo Line —, a empresa apresentou o novo logotipo, a 15 de abril de 2003(19 anos), a bordo do antigo navio da companhia, o Lobo Marinho I. Foi mantida a utilização de um lobo-marinho como mascote, porém o logotipo tornou-se mais colorido e elegante. Em termos comparativos com anterior logotipo, a Porto Santo Line decidiu baixar a cauda da mascote do novo, simbolizando assim a maior estabilidade do novo navio, e mudar a sua cor para um azul mais acinzentado, tornando a mascote mais realista. Contudo, a grande novidade foi a colocação de uma linha dourada onde está sentada a mascote, representando o destino Porto Santo, cuja principal atração é a sua praia de areia dourada. Quanto ao nome Porto Santo Line no logo, foi mudado o tipo de letra, continuando o azul nas palavras Porto Santo e agora com o dourado a colorir o Line.

## Incidente
Em maio de 2015, o navio esteve envolvido num incidente marítimo com um windsurfista que foi quase abalroado pela proa do navio próximo a Caniço de Baixo, na ilha da Madeira.